# BMW M88
Der BMW M88 ist eine Motorenbaureihe des deutschen Kraftfahrzeugherstellers BMW.
Es handelt sich dabei um einen DOHC-Reihen-Sechszylinder-Ottomotor in Vierventiltechnik mit Saugrohreinspritzung. Die zwei oben liegenden Nockenwellen werden über eine Duplexkette angetrieben. Die Gemischversorgung erfolgt für jeden Zylinder separat über ein eigenes Saugrohr und Drosselklappe (Einzeldrosselanlage).

## Geschichte
Die zulassungsfähige Straßenversion des M1 sollte als Homologationsfahrzeug für den Rennsport dienen. Zu diesem Zweck musste der serienmäßige Antrieb vielfältige Möglichkeiten zur Leistungssteigerung bereithalten, da das Reglement der anvisierten Gruppen 4 und 5 nach FIA-Reglement schon damals keine tiefgreifenden Änderungen am Motor für den Renneinsatz erlaubte. Der ursprünglich ebenfalls in die Überlegungen mit einbezogene, großvolumige und prestigeträchtige V8- oder V10-Motor mit 144° Zylinderwinkel wurde jedoch nicht realisiert, da dieser Motor mit der Bezeichnung M81, der aus Vorstudien für einen Formel-1-Motor entstand, von Grund auf neu hätte konstruiert werden müssen. Andererseits kam man bei BMW letztendlich zu der Überzeugung, mit den aus den CSL-Renntourenwagen bereits bekannten  M49-Sechszylindermotoren gegen die Konkurrenz bestehen zu können.

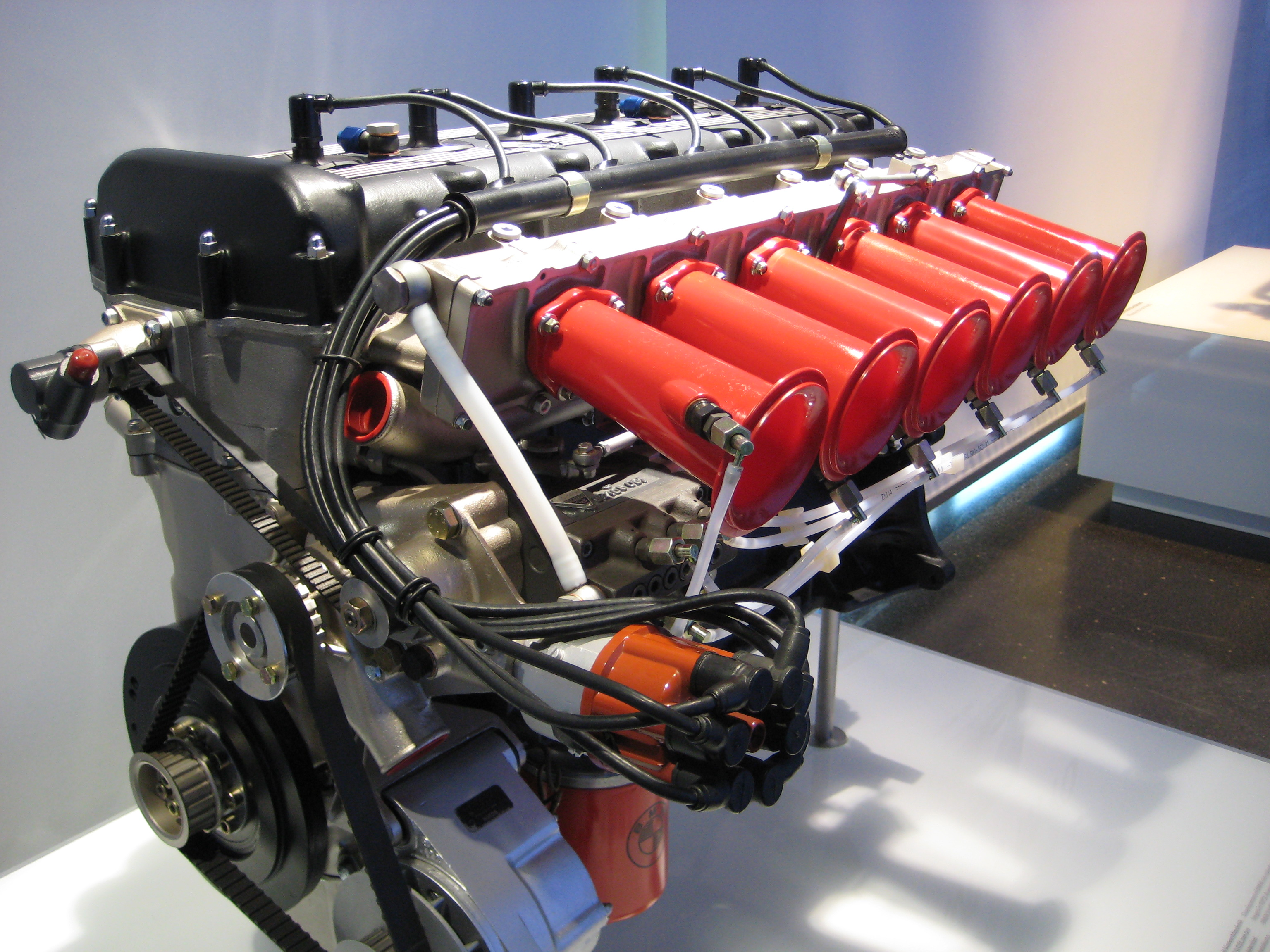
BMW Rennmotor M49 aus dem BMW E9 CSL mit Kugelfischer-Einspritzung und Flachschieberanlage.

Die Entwicklung des Aggregates begann ab 4/76, die erste Variante M88 wurde dann zwischen 1978 und 1981 im BMW M1 verbaut. Als Basis diente das bereits erwähnte, senkrecht stehende Vierventil-Renntriebwerk M49/3 mit 465 PS (1976), der eine von Schnitzer entwickelte Ausbaustufe des 1974 vorgestellten und noch geneigt eingebauten, 430 PS starken Werks-Vierventilers M49/2 darstellte. Der später in M88 umbenannte Versuchsmotor für den M1 hieß ursprünglich M49/5.
Die in Gruppe 4 eingesetzte Version M88/1 produzierte je nach Bedarf zwischen 345 und 361 kW, die in den Fahrzeugen für die Procar-Serie verwendete Motoren dieses Typs entsprachen ebenfalls dem Gruppe 4-Reglement, hatten jedoch einheitlich 345 kW/470 PS.
Im Gegensatz zur Gruppe 4 erlaubte das Reglement für die in der Gruppe 5 („Spezialproduktionswagen“) verwendeten Fahrzeuge relativ vielfältige Änderungen an Motor, Getriebe und Fahrwerk: die Variante M88/2 zum Einsatz in Gruppe 5-Fahrzeugen erreichte mit 3,2 l Hubraum mittels zweier Turbolader Leistungen von bis zu 625 kW.
Die Version M88/3 mit 210 kW kam in den Modellen BMW M 635 CSi (M6) und BMW M5 (E28) zum Einsatz. Der Motor baut dabei auf dem Serientriebwerk M30B35 auf. Der Zylinderkopf, die Ansaug- und die Abgasseite hingegen bauen auf dem ursprünglichen M88-Triebwerk auf.
Für den Export nach Nordamerika musste der ursprünglich katlose M88/3-Motor 1986 mit einem Katalysator ausgerüstet werden. Unter anderem wurde die Verdichtung auf 9,8:1 verringert, wodurch die Motorleistung auf 191 kW absank. Diese Version bekam die Motorbezeichnung S38B35.

### Die Vorgänger

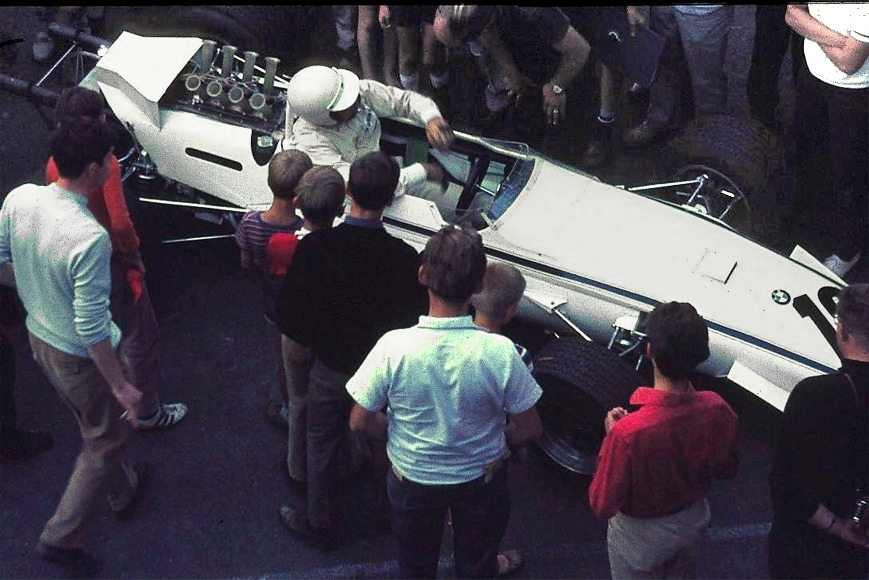
Hubert Hahne in einem F2-Lola mit 1967er Apfelbeck-1,6 l-Vierventiler BMW M10, 1968

Bereits in den 1960er Jahren wurde bei BMW an Vierventil-Rennmotoren gearbeitet. Der 1957 zu BMW gekommene Ingenieur Ludwig Apfelbeck entwickelte 1967 für den Einstieg von BMW in den Formelsport ein Zweiliter-Triebwerk mit der von ihm für hohe Literleistungen bevorzugten und verfeinerten Radial-Diametral-Vierventiltechnik, die von ihm 1935 bereits zum Patent angemeldet worden war. Dabei besitzt der Brennraum eine Halbkugelform, die Ventile hängen nicht parallel wie bei modernen Vierventil-Motoren, sondern radial im Zylinderkopf, außerdem sind die Ventile gleicher Funktion (Ein- bzw. Auslassventil) nicht nebeneinander, sondern jeweils kreuzweise gegenüberliegend (diametral) angeordnet. Die schräg zueinander hängenden Ventile wurden dabei entweder direkt über konisch angeschliffene Nocken oder indirekt über ein System von Rollenschlepp- und Zwischenhebeln betätigt. Die damit erreichbaren Ventilöffnungsquerschnitte können bis zu 45 % über denen von heute üblichen Vierventil-Brennräumen mit Dachform liegen. Als Zweiliter-Motor erreichte der Apfelbeck-Vierventiler 315 PS, mit 1,6 l Hubraum 225 PS.
Die theoretischen Vorteile dieser Zylinderkopf-Konstruktion, nämlich sehr guter Ladungswechsel durch größtmögliche Ventilöffnungen sowie thermische Unempfindlichkeit durch die nicht nebeneinanderliegenden Auslassventile, waren bei mehrzylindrigen Reihenmotoren durch den dann außerordentlich komplexen Ventiltrieb nur noch mit sehr hohem Aufwand realisierbar. Durch das große Volumen des halbkugelförmigen Brennraums wurde außerdem eine Überhöhung des Kolbenbodens zur Erzielung der Verdichtung nötig, dies erhöht das Gewicht des Kolbens, und die in den Kolbenboden eingefrästen Ventiltaschen ließen den Brennraum insgesamt sehr zerklüftet erscheinen. Auch verkehrte sich der gedachte Ladungswechsel-Vorteil bei niedrigen Drehzahlen ins Gegenteil, da dann durch die großen Ventile die Gasgeschwindigkeiten beim Einströmen in den Zylinder zu niedrig wurden und es zu keiner ausreichenden Frischgasfüllung kam.

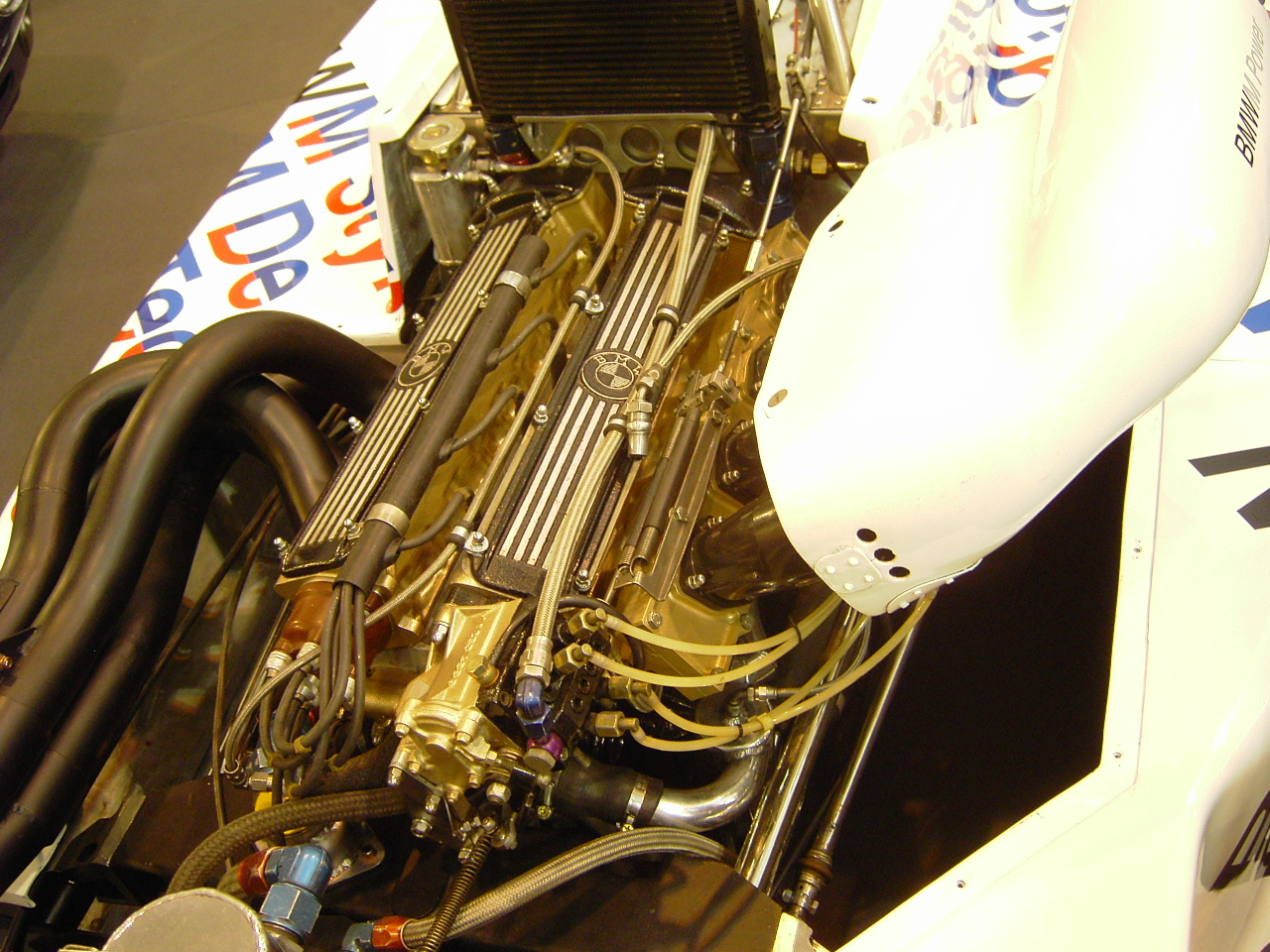
BMW M12/7 mit Einfachzündung und Kugelfischer-Einspritzung, 1982

Da die zeitgenössischen Cosworth-Vierventiler mit dem simpleren, dachförmigen Brennraum mit parallel hängenden Ventilen und dem flachen Kolbenboden zeigten, dass es in der Praxis besser geht, wurde nun unter Leitung von Paul Rosche eine ähnliche Konstruktion verfolgt, 1968 zunächst jedoch noch als M12 mit diametral (kreuzweise) gegenüberliegenden Ein- und Auslassventilen, aufgrund des Formel-2-Reglements mit 1,6 Litern Hubraum. Zur weiteren Leistungssteigerung wurde dieser Motor später mit drei Zündkerzen pro Zylinder ausgerüstet, die Lucas-Einspritzung des Formel-2-Apfelbeck-M10 wurde durch eine Kugelfischer-Einspritzung ersetzt. Dessen Nachfolger, der im Verlauf der 1970er Formel-2-Saison erstmals eingesetzte M12/2, hatte dann das heute übliche Ventilschema mit nebeneinander parallel hängenden Ventilen gleicher Funktion.
Der 1973 daraus entstandene, sehr erfolgreiche Vierzylinder-Vierventilmotor mit der Bezeichnung M12/6 für die Formel 2 mit später bis zu 330 PS aus (nach Reglement-Änderung) nunmehr zwei Litern Hubraum wurde die Basis für sowohl die großen Vierventil-Sechszylinder-Rennmotoren des Typs M49, als auch für den aufgeladenen 1,5-l-Vierzylinder für die Formel 1. Die in den BMW 2002-Renntouren- und Rallyewagen eingesetzten Zweiliter-Vierventilmotoren waren allerdings von Schnitzer Motorsport, da Ansaug- und Auspufftrakt des Werks-Vierventilers auf der 'falschen' Seite lagen (Auspuff links statt rechts, Saugrohre rechts statt links).

### Der Ableger: S14-Vierzylinder (1986–1992)
Da der seit Anfang der 1980er Jahre im Tourenwagensport eingesetzte 635 CSi kein Potential mehr für konkurrenzfähige Weiterentwicklungen bot, wurde für ein geplantes Sportmodell der kompakten und leichten 3er-Reihe E30 ein Vierzylinder-Vierventilmotor entwickelt. Dieser Motor baute auf den im Motorsport bereits erprobten M10-Zylinderblock auf, der als „Formel-1“-Turbomotor bis über 1000 PS aushielt und mit dem Nelson Piquet 1983 der erste Formel-1-Weltmeister der Turbo-Ära wurde. Auf diesen Zylinderblock wurde versuchsweise ein um zwei Brennräume gekürzter Zylinderkopf des M88/3 gesetzt. Auch die späteren Serien-Zylinderköpfe orientierten sich an der Konzeption, zumal aus den Versuchen zu den vorangegangenen Rennmotoren des Typs M49 und M88 viele Ergebnisse und Erfahrungen vorlagen.
Als Serienmotor hatte der S14 im M3 E30 Hubräume von 2,3 (S14B23) und 2,5 (S14B25) Liter mit Leistungen von 143 kW/195 PS bis 175 kW/238 PS, für den Exportmarkt Italien gab es aufgrund der dortigen Luxussteuer auf Fahrzeuge mit mehr als 2 Litern Hubraum einen auf ebendiesen Hubraum reduzierten S14B20 mit immerhin noch 141 kW/192 PS.
Im Renneinsatz entwickelte der S14 in der ersten Ausbaustufe als 2,3 l rund 220 kW/300 PS, der ab 1990 eingesetzte 2,5 l erreichte sogar bis zu 264 kW/360 PS.

### Der Nachfolger: S38-Sechszylinder im M5 E34 (1988–1995)
Da die abgasgereinigte Variante des M88/3, der S38B35, sowohl in Leistung und Drehmoment als auch bezüglich des Potentials für zukünftig strengere Abgasvorschriften den Anforderungen für die im Vergleich zum M5 der Baureihe E28 größere und schwerere E34-Limousine nicht genügte, wurde 1988 in einer ersten Stufe der Hubraum von den ursprünglichen 3,4 l auf etwas über 3,5 l erhöht. Der nunmehr S38B36 genannte Motor bekam außerdem eine höhere Verdichtung von 10:1, einen Fächerkrümmer ähnlich den früheren M88/3, ein Schaltsaugrohr und größere Drosselklappen (jetzt 46 mm Durchmesser), andere Nockenwellen und eine Motronic M1.2 der damals neuesten Generation mit Luftmassenmesser. Damit verbesserte sich die Leistungsausbeute auf 232 kW/315 PS und das Drehmoment stieg auf 360 Nm.
1991 genügte jedoch auch dies nicht mehr, da nun der Mercedes 500E mit einem 240 kW/326 PS starken V8-Motor für Konkurrenz sorgte, und für den S38B38 wurde der Hubraum nochmals auf nun 3,8 l erhöht, ebenso die Verdichtung auf 10,5:1. Die Motorsteuerung übernahm eine Bosch Motronic 3.3. Durch die Umstellung auf ruhende Zündverteilung, größere Ventile (Einlass auf 38,5 mm, Auslass auf 32,5 mm) und Drosselklappen (jetzt 50 mm Durchmesser) sowie leichtere Kurbelwelle und Kolben wuchs die Leistung auf 250 kW/340 PS und das Drehmoment auf 400 Nm, ein zusätzlicher Schaltpunkt des Schaltsaugrohrs bei 2480 min−1 sorgte für deutlich besseres Drehmoment bei niedrigen Drehzahlen. Auf der Abgasseite wurde ein neuer, größerer Fächerkrümmer und eine zweiflutige Katalysatoranlage mit insgesamt 6 Metall-Monolithen für geringeren Abgasgegendruck eingebaut, für geringe Abgasemissionen nach einem Kaltstart sorgte eine Sekundärluft-Einblasung.
Anmerkung: 1990 wurde die Vorschrift DIN 70020 zur Ermittlung der Motorleistung durch die Vorschrift ECE R85 ersetzt. Dadurch ergeben sich im Vergleich geringfügig abweichende Leistungsangaben für Fahrzeuge, die nach 1990 zur Serienfertigung zugelassen wurden: der S38B38 (1991) erreicht nach DIN 70020 die Leistung von 255 kW/347 PS, der S38B36 (1988) nach ECE R85 230 kW/312 PS.
Der M5 E34 mit dem S38B38 war nur im EU-Raum erhältlich, in Nordamerika wurde der M5 nur mit dem S38B36-Motor mit einer geringfügig geänderten Katalysatoranlage verkauft, die Leistung sank damit auf 229 kW/310 PS. Für die Schweiz wurde der S38B38 mit einer 3.6-er Abgasanlage und einem „CH-Rüssel“ ausgestattet um die Schweizer Lärmschutzauflagen einzuhalten, diese Ausführung hatte 327 PS.

## Konstruktive Merkmale

### Kurzbeschreibung
- Wassergekühlter Sechszylinder-Reihenmotor mit Druckumlaufschmierung
- Motorblock aus Gusseisen mit Kugelgraphit
- Leichtbaukolben aus Aluminium mit Aussparungen um das Kolbenbolzenauge; in Kolbenboden eingearbeitete Brennraum-Mulde mit Ventiltaschen; drei Kolbenringe: Verdichtungsring Rechteckring, Zwischenring Minutenring, Ölabstreifring Dachfasenring mit Schlauchfeder

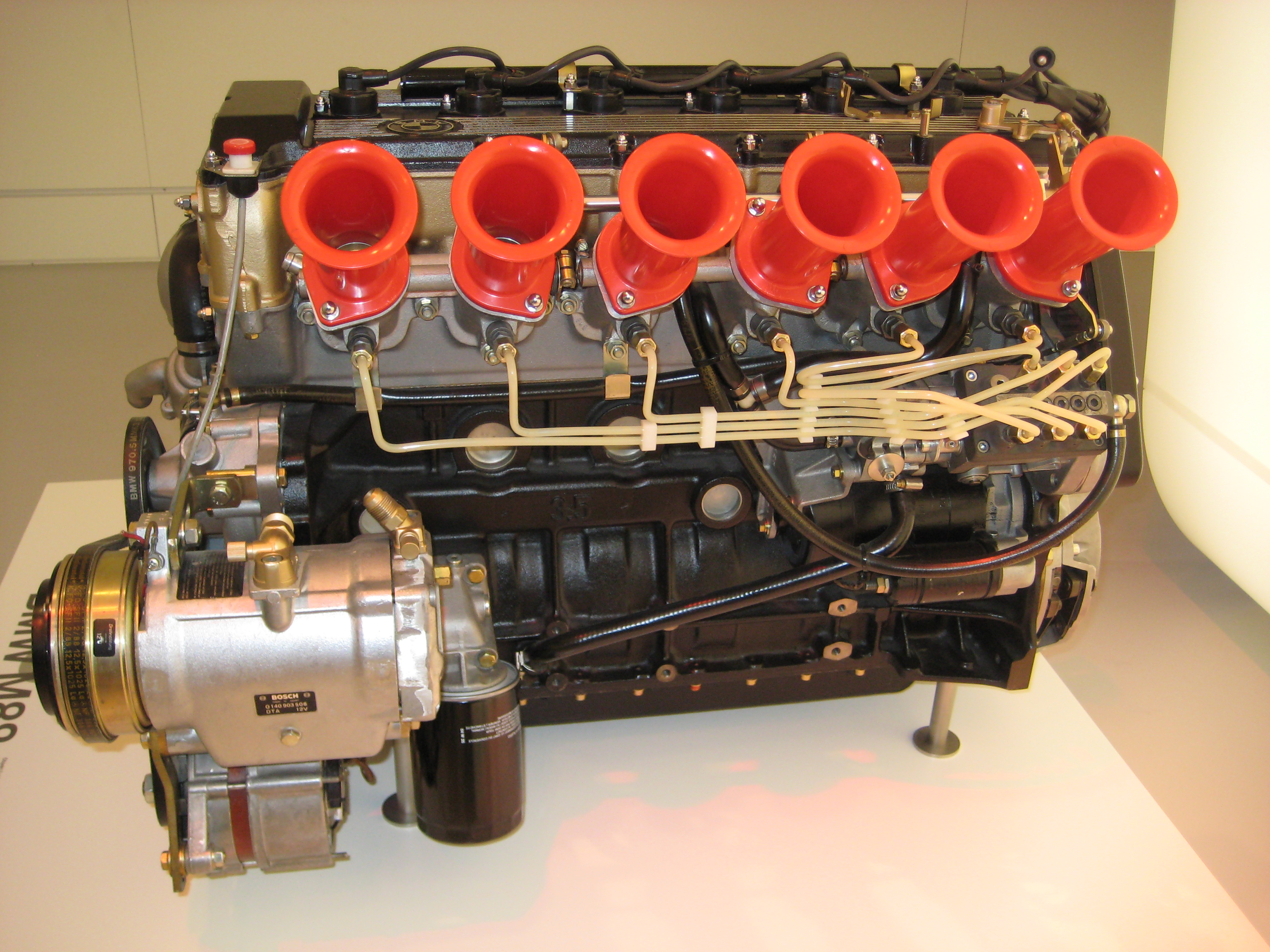
Kugelfischer-Einspritzung mit Einspritzpumpe PL06 und Einzeldrosselanlage an einem M88 aus dem BMW M1

- Pleuel aus Stahl geschmiedet, Pleuelaugen-Abstand 144 mm
- siebenfach gelagerte Kurbelwelle aus Stahl geschmiedet mit 12 Gegengewichten und Drehschwingungsdämpfer (Massetilger) am vorderen Kurbelwellenstumpf
- Zylinderkopf aus Aluminium, Querstromkühlung
- zwei obenliegende Nockenwellen, Steuerkette mit mechanisch-hydraulischem Kettenspanner
- vier Ventile pro Zylinder direkt über Tassenstößel betätigt; Ventile gleicher Funktion parallel nebeneinander hängend, Querstromspülung; doppelte, ineinanderliegende Ventilfedern
- Saugrohreinspritzung mit gestänge-betätigten Einzeldrosselklappen, Durchmesser der Drosselklappen 46 mm, Saugrohre paarweise zu Doppel-Stutzen zusammengefasst

- Einlassventil Ø 37 mm, Ventilwinkel 18° zur Zylinderachse, Auslassventil Ø 32 mm, Ventilwinkel 20°
- Zentrale, durch die im Vergleich zu den Auslassventilen größeren Einlassventile leicht außermittige Zündkerzenlage, Zündkerze Bosch X4CS oder X5DC, Kerzengewinde M12×1,25
- Fächer-Auspuffkrümmer, Rohre mit bis zur Zusammenführung gleicher Länge und gleichem Querschnitt

### M88: Heck-Mittelmotor für die handgefertigte Kleinstserie des BMW M1
Um im Renneinsatz eine optimale Lage des Schwerpunkts zu erzielen, ist der Motor als schwerstes Einzelteil (M88: 238 kg) des Fahrzeugs an zentraler Position, in Fahrzeugmitte vor der Hinterachse, angeordnet. Für einen möglichst tiefen Schwerpunkt sorgt hierbei die Trockensumpf-Schmierung, da sich das Motoröl nicht in der Ölwanne unterhalb des Motors befindet, sondern in einem separaten Öltank. Die damit sehr flache Ölwanne dient nur dem Sammeln des Öls, das dann von einer Saugpumpe zum Öltank gepumpt wird. Ebenfalls zur niedrigen Bauhöhe des Motors trägt die verwendete Zweischeiben-Trockenkupplung bei, die im Vergleich zur Einscheibenkupplung für die Übertragung desselben Drehmoments nur einen geringeren Durchmesser benötigt. All dies sorgt für eine Lage des Fahrzeug-Schwerpunkts nur 460 mm über der Straßenoberfläche. Anders als bei allen anderen Reihenmotoren in BMW-Straßenfahrzeugen ist der Motor nicht geneigt, sondern senkrecht stehend eingebaut.
Der Zylinderkopf aus Alu-Guss ist horizontal zweigeteilt. Das Zylinderkopf-Unterteil beinhaltet die Brennräume, die Ein- und Auslasskanäle, die Ventilführungen und die Bohrungen für die Zylinderkopfschrauben. Das Steuergehäuse oder Zylinderkopf-Oberteil umfasst die Nockenwellen samt Lagerung, die Ventilfedern und Tassenstößel. Diese Zweiteilung vereinfacht sowohl Fertigung, hier insbesondere die Herstellung der Gussteile durch die Vermeidung komplexer Gussformen, und die Wartung. Das Ventilspiel wird durch den Austausch der Tassenstößel eingestellt, dies ist zwar aufwendig, aber auch bei sehr hohen Drehzahlen betriebssicher. Die Querstromkühlung des Zylinderkopfes mit separatem Zulauf für jeden Zylinder bewirkt eine gleichmäßige Temperaturverteilung über die gesamte Länge des Motors, bei dem normalerweise üblichen Kühlwasserzulauf an der Stirnseite des Motors wäre der letzte Zylinder deutlich heißer als der erste.

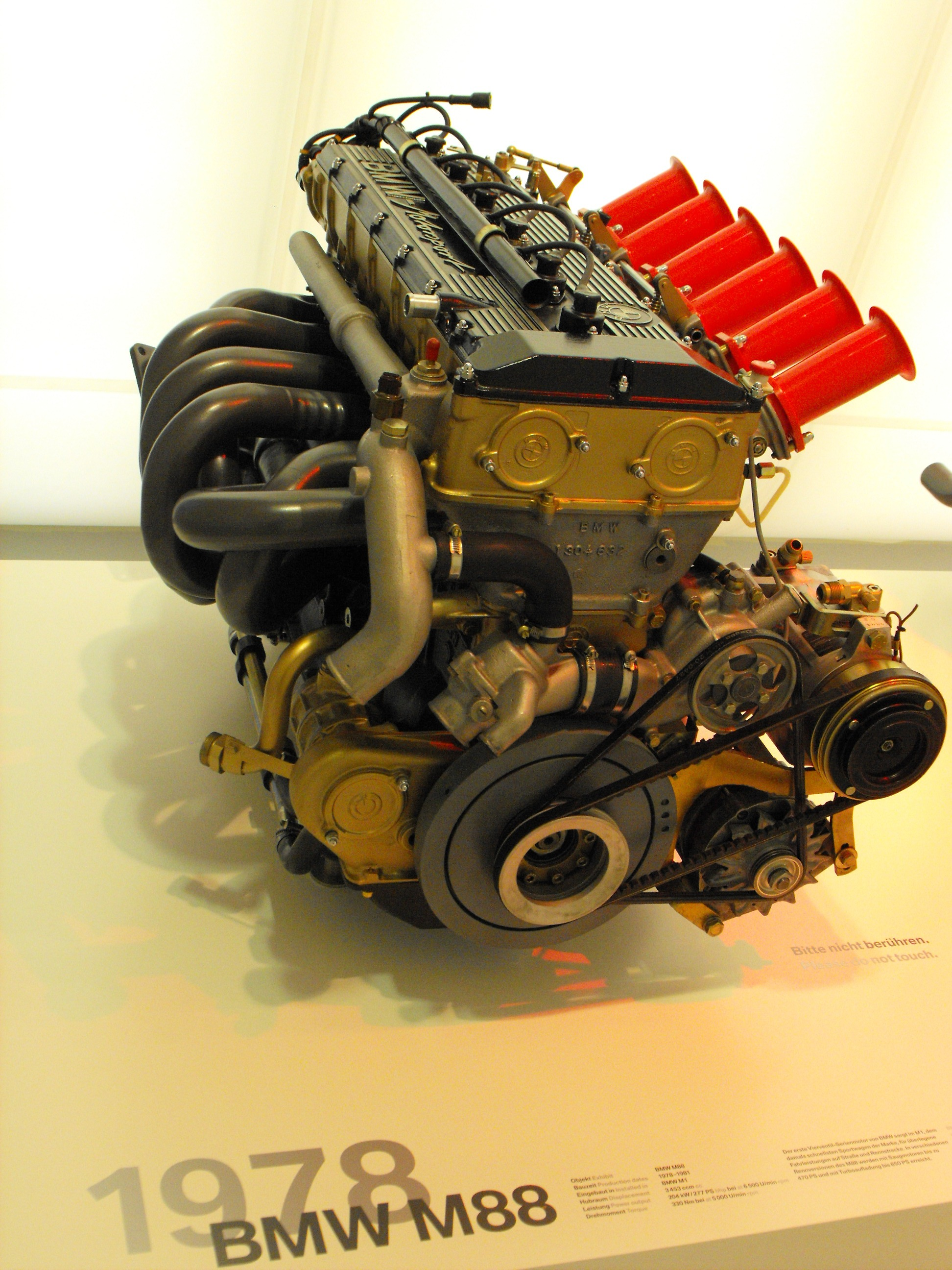
Motor BMW M88 aus dem BMW M1 mit Kugelfischer-Einspritzung und Einzeldrosselanlage

Im Gegensatz zu den BMW 2002 tii und 2002 turbo-Motoren, die ebenfalls die Kugelfischer-Einspritzung einsetzten, ist die Einspritzpumpe nicht an der Stirnseite des Motors, sondern an der Abtriebsseite (Kupplungsseite) angebracht und wird über einen Zahnriemen von der Einlass-Nockenwelle angetrieben. Die rein mechanisch arbeitende Kugelfischer PL06 arbeitet mit einem relativ hohen Systemdruck, sie beinhaltet eine Kaltstartanreicherung und eine Schubabschaltung.
Die Einspritzventile werden nicht elektrisch angesteuert, sondern öffnen durch den Druck, der von der mechanischen Einspritzpumpe zum gewünschten Einspritz-Zeitpunkt an das Ventil geleitet wird; der Öffnungsdruck liegt bei ca. 35 bis 38 bar. Durch diesen hohen Druck ergibt sich eine sehr gute Zerstäubung des eingespritzten Kraftstoffs. Die Einspritzung arbeitet sequentiell, d. h. jeder Zylinder bekommt dann seinen Kraftstoff, wenn dessen Einlassventile öffnen.
Die Saugrohr-Einspritzung hat eine Einzeldrossel-Anlage, wie sie erstmals Anfang der 1970er von Alpina beim Alpina A4-Motor (Basis BMW 2002 tii), ebenfalls mit Kugelfischer-Einspritzung, eingesetzt wurde.
Die SAE 701A Zündung von Magneti Marelli ist eine elektronische, kontaktlose Kennfeldzündung, der Zünd-OT wird mit Hall-Geber an der Kurbelwelle und einem Verteiler an der Auslass-Nockenwelle bestimmt. Der BMW M1 war das erste Serienfahrzeug auf dem europäischen Markt, dass mit einer Kennfeldzündung ausgeliefert wurde.
Insbesondere äußerlich auffällig sind Ansaug- und Abgasanlage. Saugseitig wird eine Einzeldrosselanlage verwendet, also für jeden Zylinder ein eigenes Saugrohr (für alle Zylinder natürlich gleich lang) mit Drosselklappe, deren Durchmesser 46 mm beträgt und die sich sehr nahe am Einlasskanal des Zylinderkopfes befindet. Damit lässt sich einerseits eine exakte Gemisch-Gleichverteilung und andererseits ein sehr gutes Ansprechverhalten (Reaktion auf Gaspedalbewegungen) sicherstellen. Bei den Rennmotoren werden die Drosselklappen, die auch voll geöffnet noch einen Strömungswiderstand darstellen, durch Flachschieber ersetzt, die den Rohrquerschnitt vollständig freigeben können. Abgasseitig wird ein Fächerkrümmer verbaut, dessen lange und bis zur Zusammenführung exakt gleich lange Rohre für ein optimales Ausströmen des Abgases aus den Zylindern sorgen.

### M88/3: Frontmotor für die Serienfertigung
Im Gegensatz zum M88 ist der M88/3 im BMW M635 CSi und BMW M5 sowie im BMW M745i (Südafrikavariante) an traditioneller Stelle eingebaut, nämlich vorne – was natürlich vor allem daran liegt, dass diese als Frontmotor-Fahrzeuge mit Hinterradantrieb bereits in Serie waren.
Um einerseits Kosten zu sparen und andererseits die Wartung zu vereinfachen, wurde bei der Konstruktion auf viele bereits bewährte Serienteile zurückgegriffen. So entspricht die Kurbelwelle mit langem Hub dem bis 1982 gebauten 3,5 l-M 30, der Motorblock mit Ölversorgung und Wasserpumpe sowie die Kurbelwelle, das Schwungrad und der Riementrieb mitsamt den Nebenaggregaten wurden vom nach 1982 gebauten 3,4 l-Sechszylindermotor übernommen. Der Drehschwingungsdämpfer auf dem vorderen Kurbelwellenstumpf allerdings musste für die höheren Drehzahlen des M88/3 neu abgestimmt werden.
Anders als beim M88 wird das Ventilspiel jetzt durch Ausgleichsplättchen („Shims“), die auf dem Tassenstößel liegen, eingestellt. Damit müssen jetzt die Nockenwellen für die Einstellarbeiten nicht mehr ausgebaut werden. Ansonsten unterscheidet sich der Zylinderkopf des M88/3 bezüglich konstruktiver Merkmale nicht von seinem Vorgänger.
Die Steuerung von Einspritzung und Zündung werden vereint von einer Bosch Motronic übernommen. Dies bedeutet neben erheblichen Kosteneinsparungen durch den Entfall der ebenso teuren wie hochpräzisen Feinmechanik der Kugelfischer-Einspritzung auch nun weitergehende Möglichkeiten zur effizienten Abstimmung von Zündzeitpunkt und Einspritzmenge auf den jeweiligen Betriebszustand des Motors. Für die Erfassung des Lastzustands wird ein Stauklappen-Luftmengenmesser verwendet; die Kugelfischer-Einspritzung bezog ihre Information über den Lastzustand von der Drosselklappen-Stellung, da jedoch keine Information über den tatsächlich angesaugten Luftstrom vorlag, ist dies in der Praxis eher als Soll-Lastzustand zu verstehen (mögliche Abweichungen der Ansaug-Luftmasse, z. B. durch verstopften Luftfilter, können so nicht erkannt werden).
Der Kraftstoffdruck vor den Einspritzventilen beträgt 3 bar; eigentlich beträgt die Druckdifferenz zum Saugrohr-Unterdruck für alle Motorbetriebszustände 3 bar, somit ist die eingespritzte Kraftstoffmenge direkt proportional zur Ansteuerzeit der Einspritzventile. Die Einspritzventile werden elektrisch vom Motronic-Steuergerät angesteuert.
Für den S38B35 mit katalytischer Abgasreinigung wurde die Verdichtung auf 9,8:1 abgesenkt, der Motor benötigt damit bleifreien Kraftstoff mit einer Oktanzahl von 95 ROZ. Zudem wurde mit einer Verkürzung der Nockenwellen-Öffnungszeiten die innere Abgasrückführung erhöht, dies reduziert die HC-Rohemissionen (Emissionen vor Kat). Der Motor ist jetzt mit einem von der Motronic kontrollierten Leerlaufregel-Ventil ausgestattet, mit einer in einem Verbindungsstück der ansonsten zweiflutigen Abgasanlage sitzenden Lambda-Sonde wird das Kraftstoff-Luft-Gemisch exakt bei Lambda=1 gehalten.

## Varianten

### Nomenklatur
Ab 1963 wurden bei BMW neue Regeln für die Namensgebung bei Fahrzeug- und Motorprojekten eingeführt; Fahrzeugprojekte erhielten ein Exx und Motorprojekte ein Mxx, wobei der Buchstabe jeweils von einer bei 01 startenden Nummer gefolgt wurde. Dies wurde noch nicht für die ersten Vierzylinder-Motoren der Neuen Klasse angewendet, da der ursprüngliche M113-Motor bereits Ende der 1950er Jahre entwickelt wurde, dieser wurde dann weiterentwickelt zum M115, der im BMW 1500 im Jahre 1961 debütierte; erst der wiederum weiterentwickelte Zweiliter-Motor des BMW 2000 erhielt dann im Jahr 1965 den Namen M05. Die Nummerierung folgte keiner Systematik, sondern erfolgte rein chronologisch.
Da Ende der 1970er Jahre dieses System beim Nummern knapp unter 100 angelangt war, wurde ab 1980 rückwirkend eine neue, ordnende Systematik eingeführt, nach der die Vierzylinder zur M10-Familie, die kleinen Sechszylinder (2,0 bis 2,7 Liter, Zylindermittenabstand 91 mm) zur M20- und die großen Sechszylinder (2,5 bis 3,8 Liter, Zylindermittenabstand 100 mm) zur M30-Familie gehören. Die Motorsport- und Rennmotoren bekamen den Buchstaben S vorangestellt, die nachfolgende Nummer orientiert sich in der ersten Ziffer an der Basisfamilie; der S14 basiert also auf dem M10 und der S38 auf dem M30.
Dieses System wird bei BMW bis heute angewendet.
Der 1978 vorgestellte M88-Motor des BMW M1 folgt natürlich noch dem alten Nummernschema, wobei der spätere, 1984 vorgestellte M88/3 nur aus nostalgischen Gründen – für die Öffentlichkeit sollte damit die direkte Abfolge des M635 CSi-Motors vom M1 dargestellt werden – noch diese Nummer beibehielt und intern bereits S38 genannt wurde.

### M88

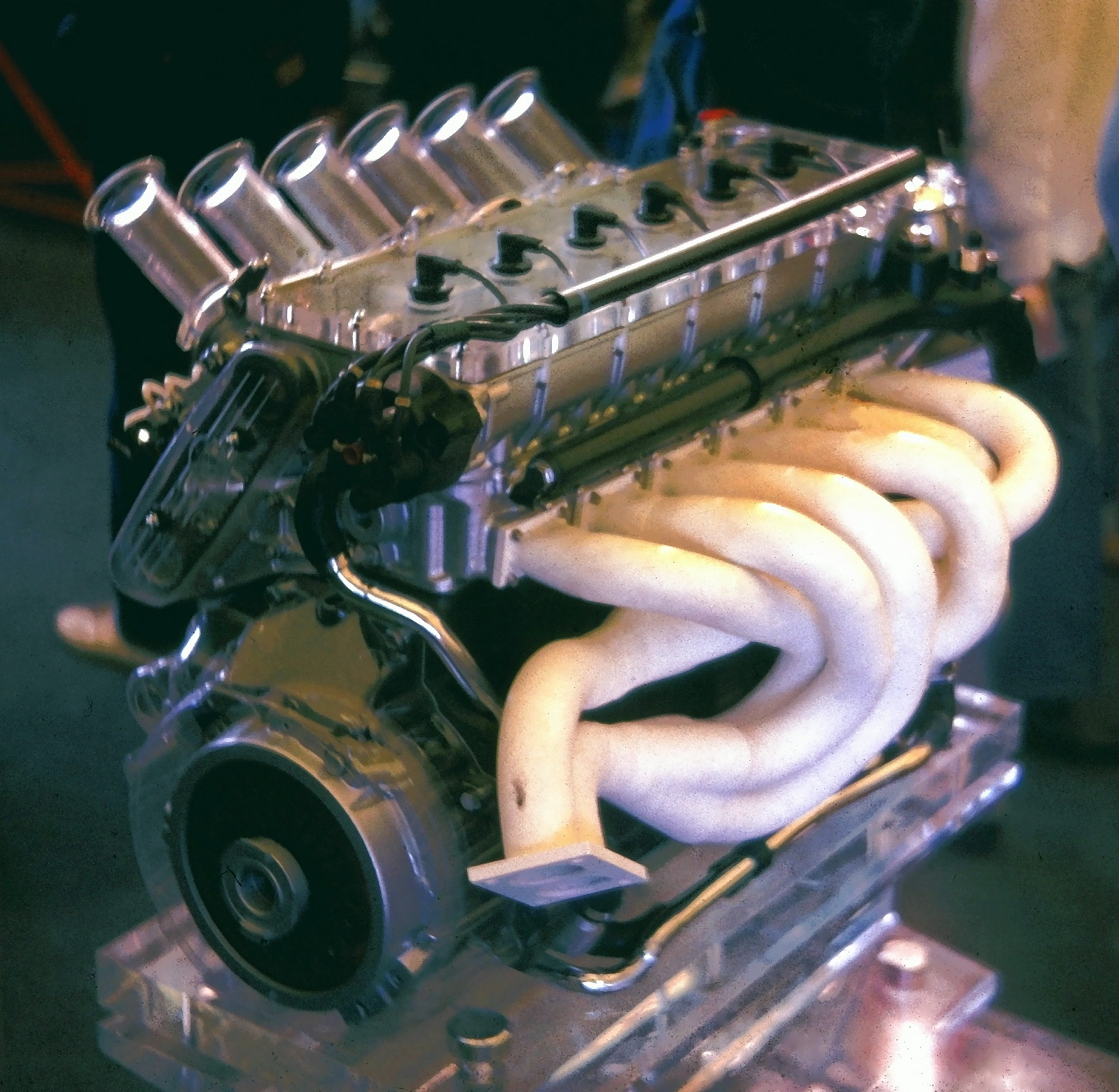
BMW M88-Motor, zu Ausstellungszwecken teilweise aus Plexiglas

Verwendung:
- Ab 11/78 im BMW M1
- Hubraum: 3453 cm3 (nach Steuerformel: 3400 cm3)
- Bohrung: 93,4 mm
- Hub: 84 mm
- Verdichtung: 9,0:1
- Kolbengeschwindigkeit bei Nenndrehzahl: 17,4 m/s
- Nockenwellen-Öffnungszeit 267 °KW (beide Nockenwellen sind identisch)
- Leistung: 204 kW (277 PS) bei 6500 min−1
- Drehmoment: 330 Nm bei 5000 min−1
- Sonstiges: mechanische Kugelfischer PL06 Hochdruck-Einspritzpumpe mit Einspritzdüsen DLO 20D (Öffnungsdruck 35 bis 38 bar), SAE 701 A Zündung von Magneti Marelli mit elektronischer Verstellung des Zündzeitpunkts, Trockensumpf-Schmierung, Fächerkrümmer, hydraulisch betätigte Zweischeiben-Trockenkupplung, Motor in Längsrichtung vor der Hinterachse senkrecht stehend eingebaut

### M88/1
Verwendung:
- Gruppe 4, Procar
- Hubraum: 3498 cm3
- Bohrung: 94 mm
- Hub: 84 mm
- Verdichtung 11,5:1
- Kolbengeschwindigkeit bei Nenndrehzahl: 25,2 m/s
- Leistung: 345–361 kW (470–490 PS) bei 9000 min−1
- Leistung der Procar-Motoren: einheitlich 345 kW (470 PS) bei 9000 min−1
- Drehmoment: 390 Nm bei 7000 min−1
- Abweichungen zum M88: Hubraum bis zum Limit von 3,5 Liter erhöht, Drosselklappen durch Flachschieber ersetzt, Ventile und Kanalquerschnitte vergrößert, schärfere Nockenwellen mit verlängerten Steuerzeiten, geschmiedete Kolben, Getriebeölkühlung für Schalt- und Hinterachsgetriebe

### M88/2
Verwendung:
- 1979–1981 Gruppe 5
- Hubraum: 3191 cm3
- Bohrung: 92 mm
- Hub: 80 mm
- Verdichtung ca. 6,7:1
- Leistung: je nach Ladedruck bis 625 kW (850 PS) bei 9000 min−1
- Abweichungen zum M88/1: reduzierter Hubraum, Abgas-Turboaufladung, Ladedruck 1,2 bis 1,4 bar. Der Motor und insbesondere die Aufladung entsprechen weitgehend dem von Schnitzer entwickelten M49/4-Motor, der bereits 1976 im 3,0 CSL-Renntourenwagen von Ronnie Peterson in der Gruppe 5 gefahren wurde.

### M88/3
Verwendung:

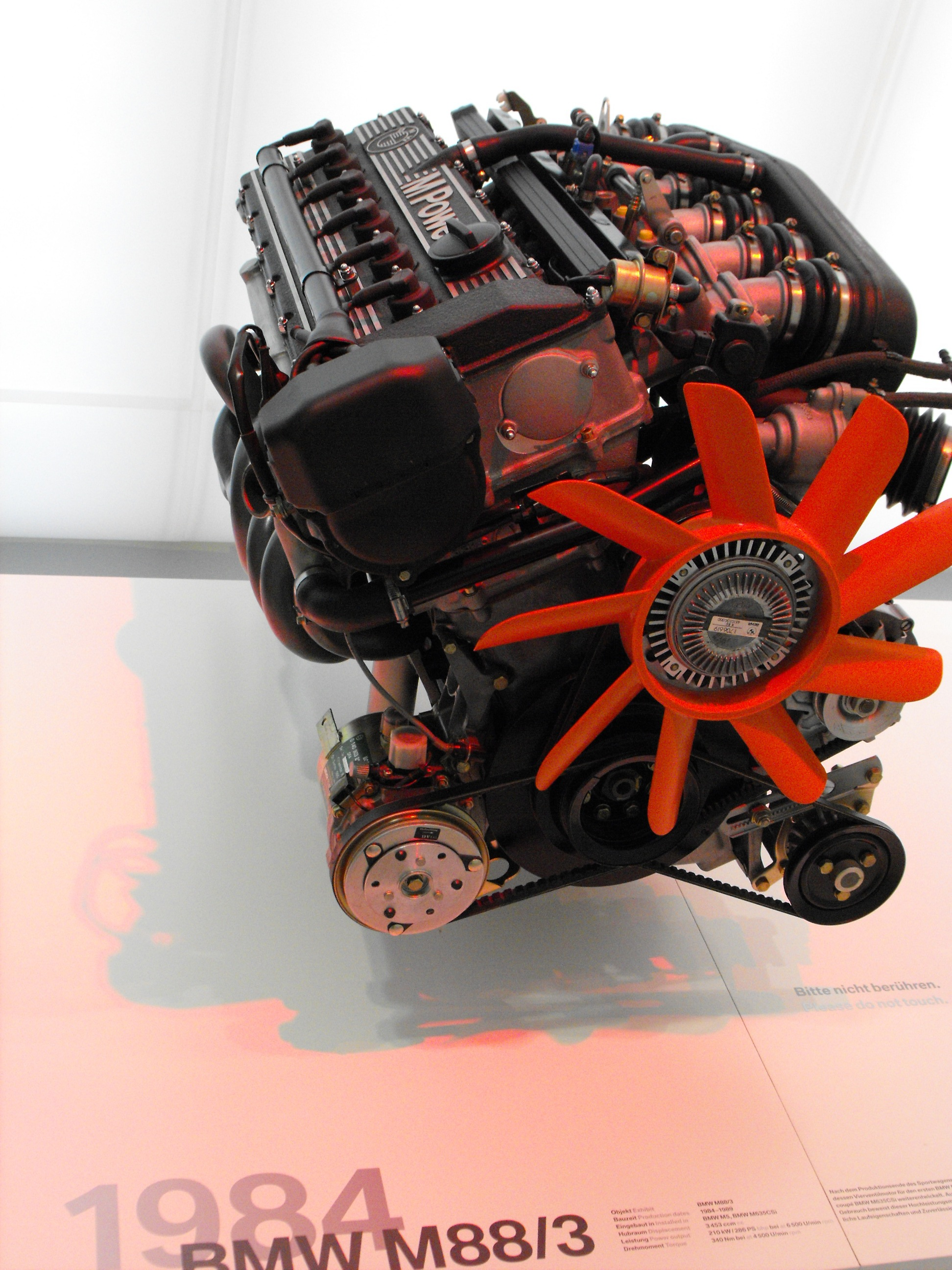
BMW M88/3-Motor

- ab 4/84 im Modell BMW M635 CSi (E24), ab 1985 im BMW M5 (E28)
- Hubraum: 3453 cm3
- Bohrung: 93,4 mm
- Hub: 84 mm
- Verdichtung 10,5:1
- Kolbengeschwindigkeit bei Nenndrehzahl: 18,2 m/s
- Nockenwellen-Öffnungszeit 264 Grad Kurbelwinkel (beide Nockenwellen sind identisch), Nockenwellen angetrieben durch einreihige Rollenkette
- Leistung: 210 kW (286 PS) bei 6500 min−1
- Drehmoment: 340 Nm bei 4500 min−1
- Sonstiges: elektronische Saugrohreinspritzung und Zündung (Bosch Motronic ML 3.1) mit Stauklappen-Luftmengenmesser, Naßsumpf-Schmierung, Fächerkrümmer, Einscheiben-Trockenkupplung, Motor um 30° nach rechts geneigt eingebaut
- Guss-Kurbelwelle

- BMW M745i E23, Ländervariante Südafrika: da in Südafrika wegen des Linksverkehrs der abgas-turboaufgeladene Motor des 745i nicht verbaut werden konnte (das Lenkgetriebe des Rechtslenkers beanspruchte den Bauraum des Turboladers), wurde für dieses Land der M88/3 im Topmodell der 7er-Reihe, auf Wunsch mit einem Automatikgetriebe kombiniert, verbaut.[19]

### S38B35
Verwendung:
- ab 1986 im Modell BMW M 635 CSi Kat. (Europa)/M6 (USA, Japan)
- Hubraum: 3453 cm3
- Nockenwellen-Öffnungszeit 248 °KW (beide Nockenwellen sind identisch), Nockenwellen angetrieben durch zweireihige Rollenkette
- Leistung: 191 kW (260 PS) bei 6500 min−1
- Drehmoment: 330 Nm bei 4500 min−1
- Verdichtung 9,8:1
- Abweichungen zum M88/3: Motronic mit Leerlaufregler, 6-in-2-Gusskrümmer, zweiflutiger Keramik-Katalysator mit einer Lambdasonde, geregelte Tankentlüftung mit Aktivkohlefilter. Äußerlich ist der S38B35 an der anders gestalteten Zylinderkopfhaube zu erkennen: die Aufschrift ist BMW M Power (M88/3: nur M Power), und der Öleinfüll-Deckel sitzt nicht auf der Einlass-Nockenwelle, sondern auf dem Steuerkettenkasten.

### Variantenübersicht
| Motortyp | Hubraum  | Bohrung | Hub   | Verdichtung | Leistung bei 1/min       | Drehmoment bei 1/min | Verwendung                                                                             |
| -------- | -------- | ------- | ----- | ----------- | ------------------------ | -------------------- | -------------------------------------------------------------------------------------- |
| M88      | 3453 cm3 | 93,4 mm | 84 mm | 9,0:1       | 204 kW (277 PS) bei 6500 | 330 Nm bei 5000      | BMW M1                                                                                 |
| M88/1    | 3498 cm3 | 94 mm   | 84 mm | 11,5:1      | 345 kW (470 PS) bei 9000 | 390 Nm bei 7000      | Procar-Serie                                                                           |
| M88/2    | 3191 cm3 | 92 mm   | 80 mm | 6,7:1       | 625 kW (850 PS) bei 9000 | ausreichend          | Gruppe 5                                                                               |
| M88/3    | 3453 cm3 | 93,4 mm | 84 mm | 10,5:1      | 210 kW (286 PS) bei 6500 | 340 Nm bei 4500      | BMW M5 (E28), BMW M635 CSi (E24), BMW M745i (E23) (Südafrikavariante des 745i (E23)) . |
| S38B35   | 3453 cm3 | 93,4 mm | 84 mm | 9,8:1       | 191 kW (260 PS) bei 6500 | 330 Nm bei 4500      | BMW M635 CSi Kat. (E24), BMW E12, BMW M535i, BMW 735i                                  |